# Aurel Stein
Marc Aurel Stein (ungerska: Stein Márk Aurél), född 26 november 1862 i Budapest, död 26 oktober 1943 i Kabul, Kungariket Afghanistan, var en brittisk arkeolog och upptäcktsresande.
Stein föddes i Ungern och växte upp i en judisk familj, men hans föräldrar lät honom och hans bror Ernst Eduard döpas som lutheraner för att underlätta deras karriärer. Stein fick senare brittiskt medborgarskap och flera av hans forskningsexpeditioner skedde med brittiskt stöd.
Stein inspirerades av Sven Hedins verk En färd genom Asien att ägna sig åt asiatiska studier. Efter studier i orientaliska språk och arkeologi i Wien och Tübingen flyttade han till England och blev 1888 ledare för Lahore oriental college.
1899 började Stein i indiska regeringens tjänst, där han 1909 blev chef för Indiens arkeologiska undersökning. Han företog även flera betydelsefulla resor i Centralasien, åren 1900–1901, 1906–1908 och 1913–1916 till kinesiska Turkestan, där han gjort vackra fynd och dokumenterat sig som kännare av Centralasiens arkeologi. Stein genomförde även utgrävningar vid den historiska staden Loulan.
Stein erhöll 1912 knightvärdighet.
Förutom många vetenskapliga avhandlingar har han utgett bl. a. Sandburied ruins of Khotan (1903), Ancient Khotan (1907), Ruins of desert Cathay (1912) och Serindia (5 delar, 1921).